# کیو گاردنز هیلز (کوئینز)
کیو گاردنز هیلز (انگلیسی: Kew Gardens Hills, Queens) محله‌ای است در شهر نیویورک در بخش کوئینز، که هم‌مرز با فلاشینگ مدوز و کورونا پارک در لانگ آیلند قرار دارد.